# إيفلينا إريكسون
إيفلينا إريكسون (مواليد 20 أغسطس 1996) لاعبة كرة يد سويدية لفريق سي إس إم بوخارست والمنتخب السويدي.